# 中川祐子
中川 祐子（なかがわ ゆうこ、1972年1月9日 - ）は、東京都出身のフリーアナウンサー、気象予報士。ウェザーニューズで契約社員、NHK国際放送で気象アドバイザーなど活動する。2014年5月から株式会社オフィスコットンに所属する。

## 人物
血液はO型、実年齢より若く見られることが多い。趣味はベリーダンス、マウンテンバイク、BMX、入浴、読書。6年間アメリカに在住して英会話を得意とする。気象予報士、健康気象アドバイザー、英検準1級、TOEIC855点、中高英語教員免許、普通自動二輪免許、コスメコンシェルジュ、美容薬学検定。

## 来歴
津田塾大学学芸学部英文学科異文化間コミュニケーション専攻を卒業する。卒業後は総合商社で社内の外国人に日本語指導を担当し、人前で話をする楽しさを知る。
商社を退社後、1997年にNHK教育「3か月英会話」でアナウンサーとしてデビューし、TBS「スポーツマンNO1決定戦」やフジテレビ「おはよう茨城」などのテレビ番組に出演する。
TBS「モーニング天気」へ出演して気象に興味を持ち、2007年に独学で気象予報士となる。InterFMで環境番組のMCやNHK国際放送局の英語ニュース番組で世界天気の原稿を作成して解説する英語気象アドバイザーを務める。気象キャスターとして各種メディアに出演し、各地の小学校で環境教育の講師として活動する。2009年に5歳下の男性と結婚した。
2014年に現在の事務所に所属し、42歳でFRIDAYから熱心なグラビアのオファーを受けて9月発売の同誌でグラビアデビューする。2014年「第5回・国民的美魔女コンテスト」でファイナリストに選出される。2022年までに写真集1冊、DVD5巻を発売した。

## 出演

### テレビ
- ほっと!HOT!!ちば（千葉テレビ、1997年4月 - 9月）
- おはよう茨城（フジテレビ、2003年度 - 2007年度）
- モーニング天気（TBSテレビ）
- 平成夫婦茶碗 ドケチの花道（日本テレビ系、2000年）

#### 単発等
- スポーツマンNo.1決定戦（TBS系）
- SASUKE（TBS系）
- クイズ!脳ベルSHOW（BSフジ、2022年3月28日・29日・4月1日）

### ラジオ
- GREEN STATION（InterFM）
- 大崎潔の昭和ポップス玉手箱（ミュージックバード、2016年10月 - 2017年3月）

### CM・広告
- セサミン（サントリーウエルネス、2015年 - ）

## 作品

### 写真集
- 素風（2015年11月20日、ワニブックス、撮影：小澤忠恭）ISBN 978-4847047947

### DVD
1. あした天気になあれ（2015年1月23日、イーネット・フロンティア）
2. Into the mystic（2015年6月26日、エスデジタル）
3. Natural Wind（2016年2月25日、ワニブックス）
4. bewitched（2019年1月24日、イーネット・フロンティア）
5. Bright Tears ～夢であなたと～（2022年5月27日、竹書房）